# Jingdezhen Airport
Jingdezhen Airport är en flygplats i Kina. Den ligger i provinsen Jiangxi, i den sydöstra delen av landet, omkring 150 kilometer nordost om provinshuvudstaden Nanchang. Jingdezhen Airport ligger 41 meter över havet.
Runt Jingdezhen Airport är det tätbefolkat, med 369 invånare per kvadratkilometer. Närmaste större samhälle är Jingdezhen, 5,8 km sydost om Jingdezhen Airport. Runt Jingdezhen Airport är det i huvudsak tätbebyggt.
Genomsnittlig årsnederbörd är 2 597 millimeter. Den regnigaste månaden är juni, med i genomsnitt 468 mm nederbörd, och den torraste är oktober, med 52 mm nederbörd.